# The Fable of the Speedy Sprite
The Fable of the Speedy Sprite è un cortometraggio muto del 1917 diretto da Richard Foster Baker.
Il soggetto, tratto da una storia dello scrittore George Ade, è sceneggiato da Charles Mortimer Peck.

## Produzione
Il film fu prodotto dalla Essanay Film Manufacturing Company.

## Distribuzione
Il film - un cortometraggio in una bobina - uscì nelle sale cinematografiche USA il 13 ottobre 1917.